# 貝倫山
47°31′54″N 10°12′40″E / 47.53167°N 10.21111°E

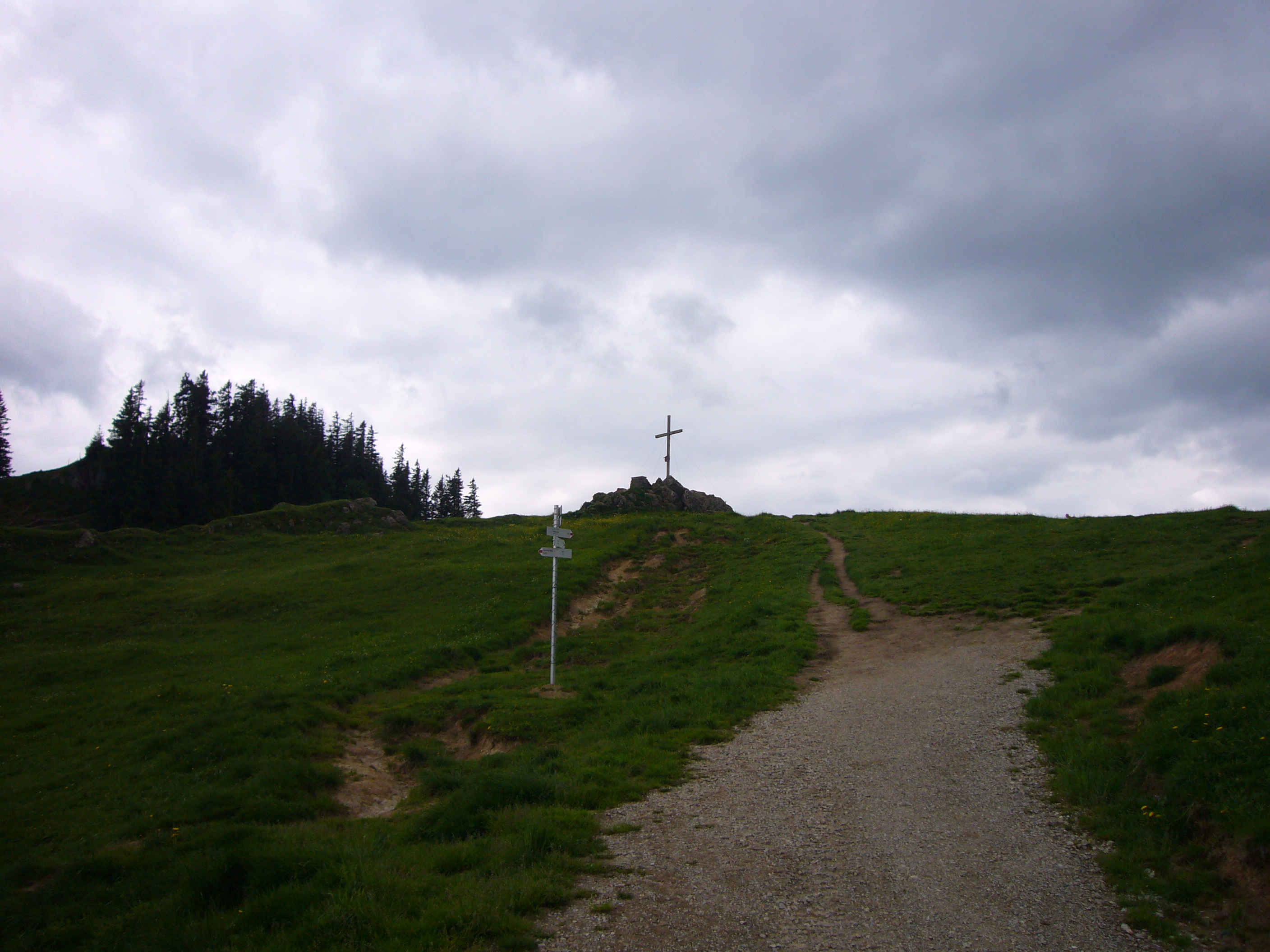

貝倫山（德語：Bärenköpfle），是德國的山峰，位於該國東南部，由巴伐利亞負責管轄，屬於阿爾高阿爾卑斯山脈的一部分，距離施泰訥山0.9公里，海拔高度1,476米。